# 自由山脈 (南極洲)
自由山脈（英語：Liberty Hills）是南極洲的一座山脈，長約16公里，位於雲石山脈西北方約7公里，屬於埃爾斯沃思山脈中赫里蒂奇嶺的一部分，最高點海拔高度1,840米。自由山脈首次被編入地圖是在1961-1966年間的美國海軍地理調查。